# Basic Instinct (album)
Basic Instinct je četvrti studijski album američke pjevačice Ciare u izdanju LaFace Recordsa. Album je trebao biti izdan 17. kolovoza 2010. godine, ali je objava albuma pomjerena za 26. studenoga. Ciara je pisala i koproducirala većinu pjesama na albumu, u suradnji s producentima Trickyjem Stewartom i The-Dreamom. 
Kao najavni singl objavljena je pjesma "Ride", na kojoj gostuje reper Ludacris, a singl je objavljen 26. travnja 2010.

## Pozadina i suradnje
U rujnu 2009. Tricky Stewart je objavio kako je Ciara krenula s radom na četvrtom studijskom albumu, na kojoem će raditi zajedno s njim i The-Dreamom. Također je rekao kako će ovaj album biti bržeg tempa, za razliku od prethodnog. Prva pjesma koja je procurila je bila "Speechless", za koju je vokale snimio i The-Dream. 

## Singlovi
- "Ride" (Feat. Ludacris) je izdana kao prvi singl, 26. travnja 2010. Pjesma je debitirala na četrdeset i drugom mjestu na Billboardovoj Hot 100 listi te na trećem mjestu na američke Hot R&B/Hip-Hop Songs liste. Videospot za singl je službeno objavljen 21. travnja 2010. Glazbena televizijska postaja BET je odbila prikazati spot zbog Ciarinih seksualnih pokreta i izazovne odjeće.[2]
- "Speechless" je izdan kao drugi singl 7. rujna 2010.[3] Pjesma je dosegla tek sedamdeset i četvrto mjesto na američkoj listi R&B/Hip-Hop singlova.
- "Gimme That" je objavljen kao treći singl s albuma, 2. studenog 2010.